# Уткалево
Утка́лево (рос. Уткалево, башк. Үткәл) — село у складі Бєлорєцького району Башкортостану, Росія. Входить до складу Шигаєвської сільської ради.
Населення — 396 осіб (2010; 387 в 2002).
Національний склад:
- башкири — 99%